# 空果内囊霉科
空果内囊霉科为盘菌目的一科真菌。

## 下属分类
本科包括以下属：
- Endogonella
- 空果内囊霉属 Glaziella